# قائمة السيارات الأكثر مبيعا
أفضل السيارات مبيعا أو السيارات الأكثر مبيعا هي سيارات الركاب والشاحنات الخفيفة التي، منذ إدخال براءة بنز موتورواغن في عام 1886، ويمكن أن تسمى أعلى السيارات مبيعا في الأسواق التي تتنافس فيها.
مع أن المراجع المُدرجة في هذه المقالة وضعت للتحقق من ادعاءات الصانعين، إلّا أن هناك دائما إمكانية عدم دقة أو مبالغة. أيضا، فلقد لوحظ بأن هناك سيارة معينة واحدة يمكن أن تباع في وقت واحد تحت عدة أسماء في الأسواق المختلفة، كما هو الحال على سبيل المثال مع نيسان صني؛ وفي مثل هذه الظروف غالبا ما توفر الشركات المصنعة مجموع عدد بيع الوحدات التراكمي فقط لجميع الموديلات. ونتيجة لذلك، لا يوجد معيار نهائي لقياس الوحدات المباعة؛ فولكس واجن تدعي بأن بيتل هي السيارة الأكثر مبيعا في التاريخ حيث لم تتغير بشكل كبير في جميع أوقات إنتاجها. . على النقيض من ذلك، قامت تويوتا بتطبيق المجموع التراكمي على 11 جيل من أجيال سيارة كورولا منذ إنتاجها في عام 1966، والتي باعت منها أكثر من 40 مليون وحدة حتى يوليو تموز 2013.

## الأكثر مبيعا في العالم
وقد عُرف على نطاق واسع بأن هناك ثلاث سيارات تعتبر «الأكثر مبيعا للسيارات في العالم» وذلك منذ أن قامت فورد ببناء الوحدة رقم مليون من سيارتها فورد موديل تي في 10 ديسمبر، 1915. وظل موديل تي متربعا على قائمة أعلى المبيعات لمدة خمسة وأربعين عاما، وحتى بعد توقّف الإنتاج في عام 1927. وفي 17 فبراير، 1972، فولكس فاجن ادّعت أن سيارتها من نوع بيتل قد حلّت محل فورد في عدد الوحدات المباعة، وذلك عندما صُنعت السيارة رقم 15007034 وحدة من بيتل. وعلى الرغم من أن طراز تي قد حقق في وقت لاحق 16500000 وحدة، وهذا الوضع الخاص كان موضع نقاش حينما وصلت بيتل إلى 21 مليون وحدة. .
ظلّت سيارة بيتل متربّعة على عرش السيارة الأكثر مبيعا حتى أواخر عقد التسعينات من القرن العشرين، وذلك عندما تجاوزتها سيارة كورولا المصنوعة من قبل تويوتا. وكان هذا مثالا على الممارسة الحديثة لتطبيق اسم العلامة التجارية على مجموعة من المركبات، والإبقاء على التسمية لأغراض التسويق حتى مع تغير السيارة. وبينما كان أول إنتاج من كورولا في عام 1966 بدفع بالعجلات الخلفية، ومثبّتة على قاعدة عجلات بطول 2286 مم، بينما الحالية ذات دفع بالعجلات الأمامية وتتشارك بقاعدة عجلات بطول 2600 مم، وتستخدام منصة ميكانيكية لا ترتبط بأي علاقة.
| صورة                          | سيارة           | الإنتاج        | الوحدات المباعة | أكثر السيارات مبيعا | الملاحظات |
| ----------------------------- | --------------- | -------------- | --------------- | ------------------- | --- |
| 1927 فورد موديل تي.           | فورد موديل تي   | 1908–27        | 16,500,000.     | 1908–27             | أول سيارة تحقق مبيعات تقدر بمليون وحدة، وخمسة ملايين، وعشرة ملايين وخمسة عشر مليون وحدة مباعة. وبحلول عام 1914، كانت التقديرات تشير إلى أن تسعة من بين كل عشر سيارات في العالم كانت من فورد. |
| 1961 فولكس فاجن نوع 1 "بيتل". | فولكس فاجن بيتل | 1938–2003      | 21,529,464.     | 1972–97             | أول سيارة تحقق مبيعات بلغت عشرين مليون وحدة مباعة. |
| 1969 تويوتا كورولا.           | تويوتا كورولا   | 1966– حتى الآن | 40,000,000      | 1997– حتى الآن      | تم تحقيق مبيعات بلغت 40 مليون وحدة في يوليو 2013. |
| VAZ-2101.                     | لادا 2101       | 1970–1988      | 19,300,000      | 1970–1988           | حتى عام 1989، فإنه قد تم بيع 2101 وحدة في أسواق التصدير مثل لادا 1200، لادا 1300 ولادا 1200S                                                                                                 |

## الأكثر مبيعا وطنيا
| البلد            | صورة                               | سيارة                           | الوحدات المباعة                     | ملاحظات |
| ---------------- | ---------------------------------- | ------------------------------- | ----------------------------------- | --- |
| أستراليا         | 2009 Ford Falcon XR6 Turbo.        | Ford Falcon ‏                    | 1960– حتى الآن                      | أكثر من 3,000,000.                                                                                                  |
| البرازيل         | 2007 Volkswagen Gol Plus.          | Volkswagen Gol                  | 1980– حتى الآن                      | أكثر من 4,500,000.                                                                                                  |
| الصين            | Volkswagen Santana.                | فولكس فاجن سانتانا [الإنجليزية] | 1984– حتى الآن                      | أكثر من 1,670,000 المنتجة محليا سانتانا حتى عام 2008.                                                               |
| فرنسا            | الجيل الرابع من رينو كليو.         | رينو كليو                       | 1991– حتى الآن                      | 8,535,280 حتى عام 2005.                                                                                             |
| ألمانيا          |                                    | فولكسفاغن غولف                  | 1974– حتى الآن                      | أكثر من 25,000,000 حتى عام 2006.                                                                                    |
| الهند            | Hindustan Ambassador               | هندوستان أمباسادور              | 1958– حتى الآن                      | تقريبا 4,000,000.                                                                                                   |
| إيطاليا          | الجيل الأولFiat Uno.               | فيات أونو                       | 1983– حتى الآن (1983-1995 in Italy) | حوالي 8,800,000 في جميع أنحاء العالم لعام 2004.                                                                     |
| اليابان          | الجيل الحادي عشر من تويوتا كورولا. | تويوتا كورولا                   | 1966– حتى الآن                      | 40,000,000 worldwide in July 2013.                                                                                  |
| ماليزيا          |                                    | Perodua Myvi                    | 2005– حتى الآن                      | 77,657 at 2010.(or about 1,500,000 since 2005.)                                                                     |
| بولندا           |                                    | فيات 126                        | 1973–2000                           | 3,318,674 in Poland, (plus 126 model - 1,352,912 in Italy; 2,069 in Austria, and an unknown number in Yugoslavia.)  |
| إسبانيا          |                                    | سيات إيبيزا                     | 1984– حتى الآن                      | 3,949,597 حتى عام 2008.                                                                                             |
| السويد           | Volvo 240 station wagon.           | Volvo 200 Series                | 1974–93                             | 2,862,573. |
| تركيا            | الجيل الثاني من Renault Symbol.    | رينو سيمبول                     | 1999– حتى الآن                      | 260.000 حتى عام 2013.                                                                                               |
| أوكرانيا         | Zaporozhets.                       | Zaporozhets                     | 1960–94                             | 3,422,444. |
| المملكة المتحدة  | 1993 Mini Cooper.                  | ميني                            | 1959–2000                           | 5,505,874. |
| الولايات المتحدة | 2009 فورد أف-150.                  | فورد السلسلة إف                 | 1948– حتى الآن                      | أكثر من 34,000,000 أمريكا's bestselling vehicle for 28 consecutive years; 33,900,000 in 12 generations to May 2010. |

## العلامة التجارية الأكثر مبيعا
| العلامة التجارية | صورة                                                                          | سيارة                           | الإنتاج                     | الوحدات المباعة | ملاحظات |
| ---------------- | ----------------------------------------------------------------------------- | ------------------------------- | --------------------------- | --- | --- |
| ألفا روميو       | 1979 Alfasud ti                                                               | ألفا روميو الفاسود              | 1972–1989                   | 1,017,387. | |
| أمريكان موتورز   | AMC Hornet.                                                                   | AMC Hornet                      | 1970–77                     | حوالي 860,000. | |
| أستون مارتن      | Aston Martin DB7 Volante.                                                     | Aston Martin DB7                | 1993–2003                   | 7,000 | |
| Autobianchi      | 1973 Autobianchi A112 E.                                                      | Autobianchi A112                | 1969–1986                   | 1,254,178. | |
| بي إم دبليو      | الجيل الأول من بي إم دبليو الفئة الثالثة كوبية.                               | بي إم دبليو الفئة الثالثة       | 1975– حتى الآن              | أكثر من 9,500,000 to 2005. | |
| بويك             | 1986 Buick LeSabre.                                                           | Buick LeSabre                   | 1959–2005                   | أكثر من 6,000,000. | |
| بوغاتي           | Bugatti Veyron 16.4.                                                          | بوجاتي فايرون                   | 2005–                       | 300th base model 16.4 sold by June-2011. | |
| كاديلاك          | Cadillac De Ville.                                                            | Cadillac De Ville               | 1959–2005                   | حوالي 3,870,000 excluding early Series 62 ‏ hardtops, 1981–1988, 1991–93, and 2000-05. (Total production for 1981–1988, 1991–93 and 2000-05 is unknown but a good guess is over 1,300,000.) | |
| Checker          | Checker Marathon.                                                             | Checker Marathon                | 1961–82                     | 10,559 not counting taxicabs and private sales for 1961-63, 1976 and 1980-82 (private sales for 1961-62, 1976 and 1980-82 are unknown).                                                    | |
| شيفروليه         | 1965 Chevrolet Impala.                                                        | شيفروليه إمبالا                 | 1958– حتى الآن              | أكثر من 13,000,000 to 1996. | |
| كرايسلر          | 1961 Chrysler Newport.                                                        | Chrysler Newport                | 1961–81                     | حوالي 1,920,000 (excluding early Newport hardtops). | |
| سيتروين          | الجيل الأول Citroën 2CV.                                                      | سيتروين 2CV                     | 1948–90                     | 3,872,583. | Including commercial variants, the total figure is حوالي nine million                                                                                     |
| Continental      | Continental Mark II.                                                          | Continental Mark II             | 1956–57                     | 3,012 (only car produced by the short lived Continental division of the شركة فورد). | |
| Crosley          | 1948 Crosley.                                                                 | Crosley                         | 1939–42 1946–49             | 62,210 before introduction of series names in 1950 (does not include 1949 Hot Shot). | |
| DeSoto           | Dodge DeSoto Custom.                                                          | DeSoto Custom                   | 1939–42 1946–52             | حوالي 570,000. | |
| دي توماسو        | De Tomaso Pantera.                                                            | De Tomaso Pantera               | 1970–1991                   | 7,260 أنتجت بجيل واحد فقط. | [ 40 ] |
| Eagle            | Eagle Talon.                                                                  | Eagle Talon                     | 1990–98                     | حوالي 200,000. | |
| إدسل             | 1959 Edsel Ranger.                                                            | Edsel Ranger                    | 1958–60                     | 50,803. | |
| ايكسكاليبور      | Excalibur Series II.                                                          | ايكسكاليبور                     | 1970-82                     | 2,230. | |
| فيراري           | فيراري 360 سبايدر.                                                            | فيراري 360                      | 1999–2004                   | أكثر من 17,000 كوبيهs and سيارة مكشوفةs. | |
| فيات             | الجيل الأول من فيات أونو.                                                     | فيات أونو                       | 1983– حتى الآن              | حوالي 8,800,000 worldwide to 2004. | Sold over six million in أوروبا الغربية before being replaced by the فيات بونتو in 1995, while production continued in جنوب أفريقيا، بولندا and البرازيل. |
| فورد             | 1955 Ford F-100.                                                              | فورد السلسلة إف                 | 1948– حتى الآن              | أكثر من 34,000,000 أمريكا's bestselling vehicle for 28 consecutive years; 33,900,000 في 12 جيل حتي مايو 2010.                                                                              | |
| Frazer           |                                                                               | Frazer Standard                 | 1947–51                     | حوالي 90,000. | |
| Henry J          | 1951 Henry J.                                                                 | Henry J Deluxe                  | 1951                        | 43,400. | |
| هندوستان موتورز  | Hindustan Ambassador.                                                         | هندوستان أمباسادور              | 1958– حتى الآن              | تقريبا 4,000,000. | |
| هولدن            |                                                                               | هولدن كومودور                   | 1978– حتى الآن              | 2,400,000 to 2006. | |
| هوندا            | الجيل الأول من هوندا سيفيك.                                                   | هوندا سيفيك                     | 1972– حتى الآن              | أكثر من 16,500,000 to May 2006. | |
| Hudson           | Hudson Super.                                                                 | Hudson Super                    | 1916–26 1940–42 1946–50     | حوالي 600,000 not counting 1916-17 and 1940-42. (Production for 1916-17 and 1940-42 is unknown but a reasonable guess is about 80,000.)                                                    | |
| Imperial         | 1966 Imperial Crown convertible.                                              | Imperial Crown                  | 1957–70                     | حوالي 127,000. | |
| جيب              | 2000 Jeep Cherokee.                                                           | جيب شيروكي (أكس أل)             | 1984– حتى الآن              | 2,884,172 in أمريكا الشمالية until 2001; production continues in الصين. | |
| Kaiser           | Kaiser Deluxe                                                                 | Kaiser Deluxe                   | 1949–53                     | حوالي 130,000. | |
| أوتوفاز/أوتوفاز  | Lada Riva 1500.                                                               | لادا 2107 VAZ-2105/04/07        | 1980– حتى الآن              | 13,500,000 until exports to Europe were discontinued in 1997. | Production continues in both روسيا and مصر. |
| لاند روفر        | Defender 110                                                                  | Series/ستارتيك لاند روفر ديفندر | 1948– حتى الآن              | أكثر من 2,000,000 (approx) | Production scheduled to end in 2015. |
| لامبورغيني       | 2007 لامبورغيني غالاردو.                                                      | لامبورغيني غالاردو              | 2004–2013                   | 14,022 كوبيهs and سيارة مكشوفةs to November 2013. | |
| لانشيا           | 2012 Lancia Ypsilon                                                           | Lancia Ypsilon                  | 1996– حتى الآن              | أكثر من 870,000 to 2005. | |
| Lincoln          | Lincoln Town Car.                                                             | لينكون تاون كار                 | 1981–2011                   | حوالي 2,290,000 not counting 2005-2011. (Production of 2005-2011 is unknown but a reasonable guess is about 160,000.)                                                                      | |
| لوتس             | لوتس إليز 111 إس.                                                             | لوتس إليز                       | 1996– حتى الآن              | أكثر من 20,000 أنتجت في جيلين حتى ديسمبر 2004. | |
| مازدا            | مازدا 323 توربو.                                                              | مازدا بروتيج                    | 1963–2003                   | أكثر من 10,000,000 حتى عام 1995. | |
| مرسيدس بنز       | مرسيدس بنز الفئة C.                                                           | مرسيدس بنز الفئة C              | 1993– حتى الآن              | 6,900,000 to November 2006. | |
| ميركوري          | 2006-2011 ميركوري غراند ماركيز                                                | ميركوري غراند ماركيز            | 1983–2011                   | 2,687,888 from 1983-2009 (excludes 2010-2011 models); also excludes حوالي 270,000 1975-82 Grand Marquis built as part of the Marquis series ‏.                                              | |
| ناش              | 1959 Metropolitan                                                             | Metropolitan                    | 1958–61                     | 55,215 as a separate marque under AMC. | |
| ميتسوبيشي        | Mitsubishi Lancer Evolution VI TME.                                           | ميتسوبيشي لانسر                 | 1973– حتى الآن              | أكثر من 6,000,000 to the end of 2006. | |
| ناش              | Nash Statesman.                                                               | Nash Statesman                  | 1950–56                     | حوالي 340,000. | |
| نيسان            | 1972 Datsun 1200.                                                             | نيسان صني/سنترا/بولسار/الميرا   | 1966– حتى الآن              | أكثر من 15,900,000. Ten generations, and four nameplates depending on marketplace. | |
| أولدزموبيل       | Image:1971 Oldsmobile Cutlass Supreme convertible.                            | أولدزموبيل كتلاس                | 1961–99                     | 11,900,000 across several platforms and generations. | |
| أوبل             | الجيل الأول أوبل كورسا، والتي بيعت في المملكة المتحدة باعتبارها فوكسهول نوفا. | أوبل كورسا                      | 1982– حتى الآن              | أكثر من 18,000,000 sold worldwide in 25 years and in 4 generations. 10 million of them were sold only in Europe.                                                                           | |
| باكارد           | باكارد ثمانية.                                                                | باكارد ثمانية                   | 1933–36 1938 1942 1948–50   | حوالي 250,000. | |
| Perodua          |                                                                               | Perodua Myvi                    | 2005– حتى الآن              | 77,657 at 2010. (or about 1,500,000 since 2005.) | |
| بيجو             | بيجو 206.                                                                     | بيجو 206                        | 1998–2012                   | حوالي 5,400,000 to 2006. | |
| بليموث           | بلايموث فيوري III مكشوفة.                                                     | بلايموث فيوري                   | 1959–78                     | حوالي 3,680,000 (counting VIPs, but not counting 1959 and 1962 Sport Furys and 1975-77 Gran Furys ‏).                                                                                       | |
| بونتياك          | 2005 بونتياك غراند إيه إم.                                                    | بونتياك غراند إيه إم            | 1973–75, 1978–80, 1985–2005 | أكثر من 4,000,000. | |
| بورشه            | بورش 911 إس سي.                                                               | بورش 911                        | 1963–present                | 820,000 أنتجت حتى عام 2013. | |
| Rambler          | Rambler Classic.                                                              | Rambler Classic                 | 1961–66                     | حوالي 1,460,000 (including those produced in 1966 under AMC). | |
| رينو             | الجيل الثالث من رينو كليو.                                                    | رينو كليو                       | 1991– حتى الآن              | 8,535,280 حتى عام 2005. | |
| رولز رويس        | رولز رويس سيلفر شادو                                                          | رولز رويس سيلفر شادو            | 1965–80                     | أكثر من 29,030 أنتجت في جيل واحد. | |
| ساب              | 1985 ساب 900CD.                                                               | ساب 900                         | 1978–93                     | 908,810. | |
| Saturn           | Saturn SL                                                                     | Saturn S-Series                 | 1991–2002                   | حوالي 2,210,000 مبيعات عام 2002 غير مشمولة (المبيعات لعام 2002 غير معروفة). | |
| سيات             | سيات إيبيزا Mk4 (2008).                                                       | سيات إيبيزا                     | 1984– حتى الآن              | 3,949,597 حتى عام 2008. | مبيعات الجيل الرابع من سيات ايبيزا، وكذلك المشتقة منها (مثل سيات قرطبةو سيات إنكا، أو الإصدار ريبادجد) ليست مدرجة في الأرقام.                             |
| سيمكا ‏           | Simca 1100.                                                                   | Simca 1100                      | 1967–1982                   | 2,139,400 | Figures include a small numer of complete knock down (CKD) kits and commercial versions.                                                                  |
| Studebaker       | Studebaker Champion.                                                          | Studebaker Champion             | 1939–42 1946–58             | حوالي 1,320,000. | |
| سوبارو           | الجيل الثالث من سوبارو ليجاسي.                                                | سوبارو ليجاسي                   | 1988– حتى الآن              | أكثر من 3,000,000 to 2005. | |
| سكودا            | الجيل الأول سكودا أوكتافيا بعد عمليات تحسينية                                 | سكودا أوكتافيا                  | 1996– حتى الآن              | أكثر من 2,000,000 حتى عام 2007. | |
| تويوتا           | A 1976 Toyota Corolla.                                                        | تويوتا كورولا                   | 1966– حتى الآن              | 40,000,000 through July 2013. | |
| تيسلا موتورز     | تيسلا طراز إس                                                                 | تيسلا طراز إس                   | 2012– حتى الآن              | 12,700 حتى يونيو 2013. | |
| ترابانت          | 1983 Trabant P601.                                                            | ترابانت                         | 1957–91                     | أكثر من 3,000,000. | |
| فولكس فاجن       | Mk.1 فولكسفاغن غولف.                                                          | فولكسفاغن غولف                  | 1974– حتى الآن              | 30,000,000 by mid June 2013. Became فولكس فاجن's bestseller in 2002. | |
| فولفو            | Volvo 240 sedan.                                                              | Volvo 200 Series                | 1974–93                     | 2,862,573. | |
| Willys           | 1936 Willys 77.                                                               | Willys 77                       | 1933–36                     | حوالي 68,000. | |
| ZAZ              | Zaporozhets.                                                                  | Zaporozhets                     | 1960–94                     | 3,422,444. | |

## الأكثر مبيعا حسب الفئة
| الفئة                       | صورة                           | سيارة             | الإنتاج                            | الوحدات المباعة | الملاحظات |
| --------------------------- | ------------------------------ | ----------------- | ---------------------------------- | --- | --- |
| سيارة كهربائية بالكامل      | Nissan Leaf.                   | نيسان ليف         | 2010– حتى الآن                     | 100,000 by mid January 2014. | The world's bestselling all-electric car in history.                                                                       |
| سيارة ذات حجم كامل          | 1958 Chevrolet Impala.         | شيفروليه إمبالا   | 1958–1985 1994–1996 2000– حتى الآن | أكثر من 13,000,000 between its introduction and 1996. | The bestselling car in America in a single year, with 1,046,514 sold in 1965 including the Impala SS.                      |
| سيارة كهربائية هجينة        | الجيل الثاني من Toyota Prius.  | تويوتا بريوس      | 1997– حتى الآن                     | 3,166,600 في ثلاثة أجيال حتى ديسمبر 2013. | الأكثر مبيعا في العالم كسيارة كهربائية هجينة.                                                                              |
| شاحنة بيك أب                | Ford F-150 SVT Lightning.      | فورد السلسلة إف   | 1948– حتى الآن                     | أكثر من 34,000,000 أمريكا السيارة الأكثر مبيعا لمدة 28 سنة متتالية؛ ; 33,900,000 في 12 جيل مختلف حتى May 2010.                                                                             | الشاحنة الأكثر مبيعا في العالم لمدة ثلاثين عاما متتالية.                                                                   |
| سيارة كهربائية هجينة        | Chevrolet Volt.                | Chevrolet Volt    | 2010– حتى الآن                     | About 70,000 sold by January 2014 (includes Ampera models sold in Europe). | السيارة الكهربائية الهجينة الأكثر مبيعا في العالم. .                                                                       |
| حجم كامل سيارة فخمة         | Cadillac De Ville.             | Cadillac De Ville | 1959–2005                          | حوالي 3,870,000 excluding early Series 62 ‏ hardtops, 1981–1988, 1991–93, and 2000-05. (Total production for 1981–1988, 1991–93 and 2000-05 is unknown but a good guess is over 1,300,000.) | |
| سيارة سباق                  | Porsche 997 GT3 Cup.           | بورش 911 جي تي3   | 2005–2011                          | 1,400 in a single generation | |
| سيارة بمحرك رحوي            | A first-generation Mazda RX-7. | مازدا أر إكس-7    | 1978–2002                          | 811,634 in three generations to 2005. | |
| سيارة رياضية                | 1970 Datsun 240Z.              | سيارة نيسان زدs   | 1969–99 2003– حتى الآن             | 1,535,000 in five generations up to 2005. | |
| سيارة مكشوفة رياضية بمقعدين | الجيل الأول Mazda Eunos.       | مازدا رودستر      | 1989– حتى الآن                     | تقريبا 750,000 في أول جيلين حتى عام 2005. | Verified by the موسوعة غينيس للأرقام القياسية as the bestselling two-seater, convertible (open top) sports car in history. |